# Gheorghe A. Lăzăreanu-Lăzurică
Gheorghe A. Lăzăreanu-Lăzurică (sau George Lăzurică, Lăzărescu-Lăzurică sau Lăzărică, n. 1892 – d. secolul al XX-lea) a fost un lider al comunității rome din România, cunoscut pentru susținerea oferită extremei drepte românești.

## Date biografice
La început un muzicant, el a fost fondatorul Uniunii Generale a Romilor din România. El și cu susținătorii săi se opuneau termenului de țigan și militau pentru folosirea cuvântului rrom. De asemenea, el îi numea pe strămoșii romilor zgripți.
Deși este creditat pentru inventarea sistemului simbolist al romilor și pentru unitatea mondială a acestora, Lăzurică și adepții săi s-au abținut de la naționalismul rom, preferând să se concentreze pe reforme sociale și militând pentru integrarea romilor în societatea românească. Uniunea a cooperat cu Biserica Ortodoxă Română, răspândind ortodoxismul printre nomazi, făcându-i să se stabilească în România și concurând cu greco-catolicismul. 
Din 1933, Lăzurică a început să îmbine identitatea romă cu naționalismul românesc, iar apoi cu fascismul. S-a aliat cu Partidul Național Agrar și cu Mișcarea legionară, în timp ce în viața publică îl imita pe Adolf Hitler. În 1937 a fondat Asociația Cetățenească a Rromilor din România, o organizație de extremă-dreapta și antisemită. Această asociație îi vedea pe romi și pe români ca având același destin și că trebuie să se protejeze de invazia străinilor, în special a evreilor. În 1938 a devenit susținător al PNC. Nu se cunoaște data sau locul morții lui Lăzurică.